# Aurila lincolnensis
Aurila lincolnensis är en kräftdjursart som först beskrevs av LeRoy 1943.  Aurila lincolnensis ingår i släktet Aurila och familjen Hemicytheridae. Inga underarter finns listade.